# Inserts
Pour les articles homonymes, voir Insert.
Pour plus de détails, voir Fiche technique et Distribution.
Inserts est un film britannique de 1975 réalisé par John Byrum. Il fut classé X au moment de sa sortie.

## Synopsis
Boy Wonder, « le petit génie », tel est le surnom d'un metteur en scène hollywoodien qui, la gloire perdue, a sombré dans l'alcool. Pour survivre il tourne désormais des films pornographiques avec pour actrice habituelle Harlenne. Elle commence chaque scène en s'aidant d'une forte dose d'héroïne, malgré la mise en garde constante de Boy Wonder qui lui rappelle la mort récente par overdose du célèbre acteur Wallace Red.

## Fiche technique
- Réalisation et scénario : John Byrum
- Production : Davina Belling et Clive Parsons
- Montage : Michael Bradsell
- Musique : Jessica Harper
- Photographie : Denys Coop
- Dates de sortie : 
  -  Royaume-Uni : 1974 (Londres)
  -  France : 23 novembre 1975 (Festival Cinémathèque International de Paris) - 1er décembre 1975
- Affiche : Jouineau Bourduge (France)

## Distribution
- Richard Dreyfuss (VF : Bernard Murat) : Boy Wonder
- Jessica Harper (VF : Monique Thierry) : Cathy Cake
- Stephen Davies (VF : Jean-Pierre Leroux) : Rex
- Bob Hoskins (VF : Jacques Dynam) : Big Mac
- Veronica Cartwright : Harlene